# ویلینس
ویلینس (به فرانسوی: Veilleins) یک کمون در فرانسه است که در Canton of Romorantin-Lanthenay-Nord واقع شده‌است.

## خصوصیات
ویلینس ۴۳٫۲۶ کیلومترمربع مساحت و ۱۸۰ نفر جمعیت دارد و ۱۰۹ متر بالاتر از سطح دریا واقع شده‌است.